# Campionati del mondo di ciclocross 2020 - Gara maschile Under-23
La venticinquesima edizione della gara maschile Under-23 dei Campionati del mondo di ciclocross 2020 si svolse il 1º febbraio 2020 con partenza ed arrivo da Dübendorf in Svizzera, su un percorso iniziale di 100 mt più un circuito di 3,15 km da ripetere 6 volte per un totale di 19,00 km. La vittoria fu appannaggio dell'olandese Ryan Kamp, il quale terminò la gara in 47'53", alla media di 23,801 km/h, precedendo lo svizzero Kevin Kuhn e l'altro olandese Mees Hendrikx terzo.
I corridori che presero il via da Dübendorf furono 53, mentre coloro che tagliarono il traguardo della medesima località furono 50.

## Squadre partecipanti
| N.    | Cod. | Squadra       |
| ----- | ---- | ------------- |
| 2-5   | GBR  | Gran Bretagna |
| 6-10  | BEL  | Belgio        |
| 14-18 | NLD  | Paesi Bassi   |
| 22-27 | FRA  | Francia       |
| 28-33 | USA  | Stati Uniti   |
| 34-38 | CZE  | Cechia        |
| 39-42 | SUI  | Svizzera      |
| 43-46 | ITA  | Italia        |

| N.    | Cod. | Squadra   |
| ----- | ---- | --------- |
| 50-53 | ESP  | Spagna    |
| 54-55 | DNK  | Danimarca |
| 56    | JPN  | Giappone  |
| 57-58 | CAN  | Canada    |
| 59-61 | GER  | Germania  |
| 62    | IRL  | Irlanda   |
| 63    | HUN  | Ungheria  |

## Ordine d'arrivo (Top 10)
| Pos. | Corridore           | Squadra       | Tempo   |
| ---- | ------------------- | ------------- | ------- |
| 1    | Ryan Kamp           | Paesi Bassi   | 47'53"  |
| 2    | Kevin Kuhn          | Svizzera      | a 36"   |
| 3    | Mees Hendrikx       | Paesi Bassi   | a 52"   |
| 4    | Antoine Benoist     | Francia       | a 1'16" |
| 5    | Pim Ronhaar         | Paesi Bassi   | a 1'19" |
| 6    | Ivan Feijoo Alberte | Spagna        | a 1'32" |
| 7    | Niels Vandeputte    | Belgio        | a 1'36" |
| 8    | Cameron Mason       | Gran Bretagna | a 1'44" |
| 9    | Jelle Camps         | Belgio        | a 2'15" |
| 10   | Yentl Bekaert       | Belgio        | a 2'36" |